# Waroona
Waroona is een plaats in de regio Peel in West-Australië. Waroona ligt langs de South Western Highway, 112 kilometer ten zuiden van Perth, 75 kilometer ten noordnoordoosten van Bunbury en 29 kilometer ten noorden van Harvey. In 2021 telde Waroona 2.868 inwoners, tegenover 1.864 in 2006.

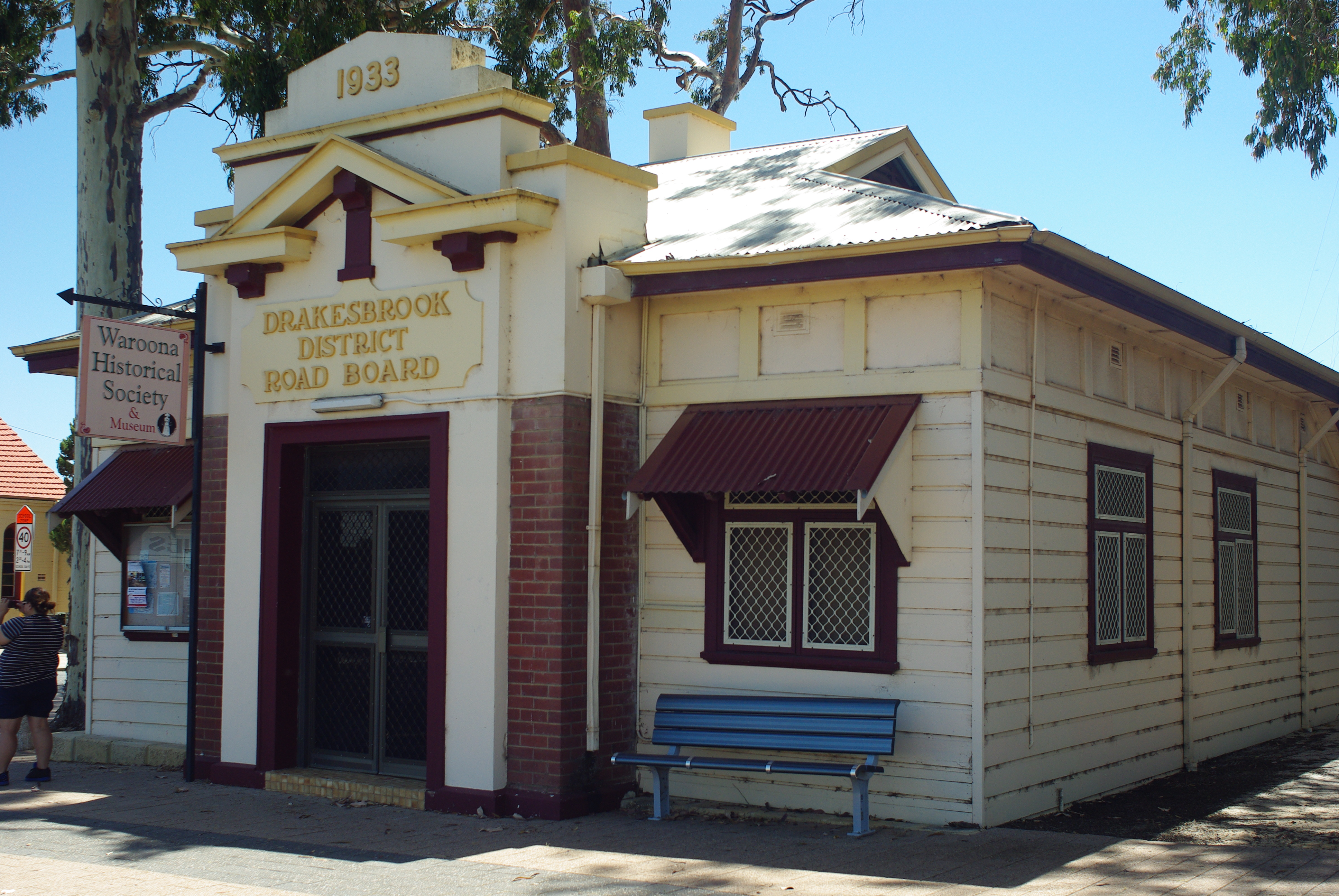

## Geschiedenis
Voor de Europese kolonisatie leefden de Pinjarup Nyungah Aborigines in de streek. Eerst in de jaren 1840 verkenden een aantal Europeanen de streek. Ornitholoog John Gilbert en koloniaal botanicus James Drummond trokken erlangs tijdens een expeditie van Perth naar Augusta. Ze ontdekten er de grote doornkruiper.
In 1847 werd de 800 hectare grote Murray-locatie 26 aan William Henry Drake, Assistant Commissioner General, toegekend. De plaats werd Drake's Brook naar hem vernoemd. In 1871 kocht John Fouracre de 800 hectare voor 500£ en verkavelde ze. Toen in september 1893 de South Western Railway tussen Perth en Bunbury opende werd Drake's Brook een stopplaats. In 1894-95 kreeg Drake's Brook een spooraansluiting en J. McDowell & Co bouwden er een houtzagerij. Waroona werd vermoedelijk naar Werroona, het geboortedorp van J. McDowell in Victoria, vernoemd. In 1896 werd een postkantoor gebouwd en werd de naam Drake's Brook veranderd in Drakesbrook. Het postkantoor werd in 1980 afgebroken. Gill & Co. en J. McDowell & Co werden in 1897 aan een Engelse firma verkocht en samengebracht onder Gill-McDowell Jarrah Co. Ltd. Op het einde 19e eeuw was het een van de leidinggevende bedrijven in de West-Australische houtindustrie. Gill-McDowell Jarrah Co. Ltd pachtte ongeveer 42.000 hectare bosgrond van de overheid waarvan de helft rond Waroona. Het bedrijf bezat 5 houtzagerijen in Waroona en had eigen spoorlijnen die aansloten op de door de overheid uitgebate spoorlijn.
In 1898 werd de Drakesbrook Roads Board gesticht en werd een school in Drakesbrook geopend. Op 20 oktober 1899 werd een nieuw station geopend op de lijn naar Pinjarra. Dat heette aanvankelijk McDowell’s Siding maar werd later veranderd in Waroona. In de jaren 1890 werden Waroona en Drakesbook nog als twee verschillende plaatsen gezien. In het begin van de 20e eeuw bleven de namen Waroona en Drakesbrook door elkaar gebruikt worden hoewel de twee plaatsen samengesmolten waren. Dit zorgde voor misverstanden en na verloop van tijd ging men enkel nog de naam Waroona gebruiken. Rond 1915 werd het Waroona Hotel, het enige overblijvende van drie hotels, gebouwd. Het oudste hotel uit de jaren 1890 werd in 1967 afgebroken. Tijdens de crisis van de jaren 30 werd de hoge werkloosheid bestreden door middel van de bouw van een dam en van verscheidene andere irrigatieprojecten. Tegen 1932 was de Drakesbrook Dam afgewerkt. In 1946 werd Waroona de officiële naam van het plaatsje. De Drakesbrook Road Board werd de Shire of Waroona in 1961.  In 1966 werd de Waroona Dam gebouwd. In 1982 werd het oude Drakesbrookstation van Waroona gesloten en in 1987 afgebroken. In 2002 werd het andere spoorwegstation van Waroona gerenoveerd. In 2010 werd de Drakesbrook Dam vernieuwd. Deze dam wordt ook wel de Drakesbrook Weir genoemd.
In 2016 raasde een bosbrand als gevolg van een blikseminslag in de Lane Poole Reserve door de streek. De brand werd de Waroona Fire genoemd. Het historische plaatsje Yarloop werd zo goed als volledig vernietigd. Een aantal inwoners van Waroona en omliggende plaatsen werden geëvacueerd. Er vielen twee doden te betreuren.

## Bezienswaardigheden
- Het Waroona Visitor Centre biedt onderdak aan de lokale Arts and Craft.[7]
- De Waroona Heritage Trail is een wandelpad met informatiepanelen doorheen Waroona met aandacht voor de geschiedenis van de gebouwen.[3]
- In Lake Clifton in het nationaal park Yalgorup net ten westen van Waroona kan men thrombolieten aanschouwen.[3]
- De Munda Biddi Trail loopt door het district, over een voormalige sectie van de Bibbulmun Track.[7]
- De Waroona Dam en Drakesbrook Weir zijn trekpleisters voor wandel- en waterrecreatie.[7]

## Transport
De South Western Highway en de South Western Railway lopen langs Waroona. De Australind-treindienst tussen Perth en Bunbury van Transwa doet Waroona enkele keren per dag aan.

## Klimaat
Waroona kent een warm mediterraan klimaat, Csa volgens de klimaatclassificatie van Köppen. De gemiddelde jaarlijkse temperatuur bedraagt 16,8 °C en de gemiddelde jaarlijkse neerslag 980 mm.
Banksiadale · Barragup · Birchmont · Blythewood · Boddington · Bouvard · Carcoola · Chadoora · Clifton · Coodanup · Coolup · Crossman · Dawesville · Dudley Park · Dwellingup · Erskine · Etmilyn · Fairbridge · Falcon · Furnissdale · Greenfields · Halls Head · Hamel · Herron · Holyoake · Inglehope · Kooljerrenup · Lake Clifton · Lakelands · Lower Hotham · Madora Bay · Mandurah · Marradong · Marrinup · Meadow Springs · Meelon · Mount Cooke · Mount Wells · Myara · Nambeelup · Nanga Brook · Nirimba · North Dandalup · North Yunderup · Oakley · Parklands · Pinjarra · Point Grey · Preston Beach · Quindanning · Ranford · Ravenswood · San Remo · Silver Sands · Solus · South Yunderup · Stake Hill · Teesdale · Wagerup · Wannanup · Waroona · West Coolup · West Pinjarra · Whittaker · Wuraming